# Katja Gerber
Katja Gerber (13 de diciembre de 1975) es una deportista alemana que compitió en judo. Ganó cinco medallas en el Campeonato Europeo de Judo entre los años 1998 y 2002.

## Palmarés internacional
| Campeonato Europeo | Campeonato Europeo      | Campeonato Europeo | Campeonato Europeo |
| Año                | Lugar                   | Medalla            | Categoría          |
| ------------------ | ----------------------- | ------------------ | ------------------ |
| 1998               | Oviedo (España)         | Medalla de bronce  | Abierta            |
| 1999               | Bratislava (Eslovaquia) | Medalla de oro     | Abierta            |
| 2000               | Breslavia (Polonia)     | Medalla de oro     | Abierta            |
| 2001               | París (Francia)         | Medalla de oro     | +78 kg             |
| 2002               | Maribor (Eslovenia)     | Medalla de oro     | Abierta            |